# 1917 no desporto

## Eventos

### Automobilismo
- Pela primeira vez não houve as 500 Milhas de Indianápolis em função da 1ª Guerra Mundial.[1]

### Futebol
- 21 de janeiro - O Coritiba vence o Britânia por 2 a 1, e é campeão paranaense de 1916. É o primeiro título do Coxa-Branca.
- 24 de junho - É fundado em Setúbal o União Futebol Comércio e Indústria.
- 15 de julho - É fundado o Uberaba Sport Club
- 3 de outubro - O Brasil perde de virada para a Argentina por 4 a 2 no Sul-Americano. Chegou a estar vencendo por 2 a 1, mas os argentinos contaram com as sucessivas falhas do goleiro Casemiro. Nesse jogo, Sylvio Lagreca marcou o primeiro gol de pênalti da história da Seleção Brasileira.[2]
- No Campeonato Sul-Americano aconteceu algo inusitado: o Brasil disputou duas partidas oficiais com a camisa vermelha, porque em Montevidéu só havia uma loja de material esportivo e em seu estoque só havia dessa cor. Tal fato ocorreu em virtude de as seleções do Uruguai (anfitriã do evento) e do Chile também estarem usando uniformes na cor branca. Foi realizado um sorteio e coube ao Brasil trocar de cor de uniforme para enfrentar os adversários.[3]
- Foi nesse ano pela primeira vez que o escudo da Confederação Brasileira de Desportos (CBD) aparece estampado na camisa da Seleção Brasileira de Futebol.[4]

## Nascimentos
| Data           | Nome          | Profissão                                                     | Nacionalidade | Observações | Ref   |
| -------------- | ------------- | ------------------------------------------------------------- | ------------- | ----------- | ----- |
| 9 de janeiro   | Otto Glória   | treinador de futebol                                          | Brasil        | m. 1986     | [ 5 ] |
| 28 de março    | Jack Dunn     | patinador artístico                                           | Reino Unido   | m. 1938     | [ 6 ] |
| 3 de julho     | João Saldanha | militante político, jornalista, escritor e técnico de futebol | Brasil        | m. 1990     | [ 7 ] |
| 12 de outubro  | Roque Máspoli | futebolista                                                   | Uruguai       | m. 2004     | [ 8 ] |
| 19 de dezembro | Graham Sharp  | patinador artístico                                           | Reino Unido   | m. 1995     | [ 9 ] |

## Mortes
| Data          | Nome        | Profissão            | Nacionalidade | Observações | Ref    |
| ------------- | ----------- | -------------------- | ------------- | ----------- | ------ |
| 9 de setembro | Madge Syers | patinadora artística | Reino Unido   | n. 1881     | [ 10 ] |